# Västergärdet

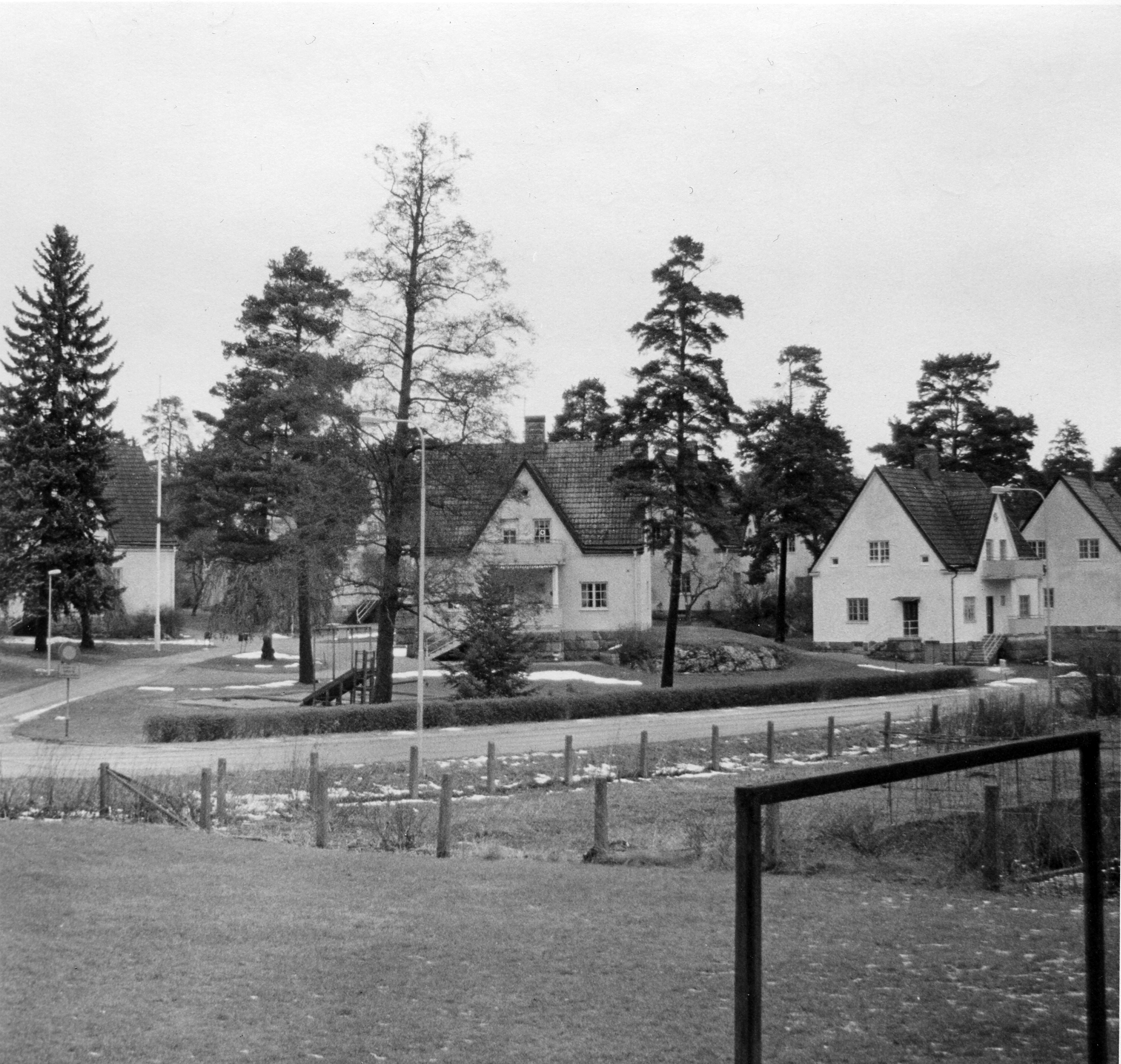
Västergärdet, 1985

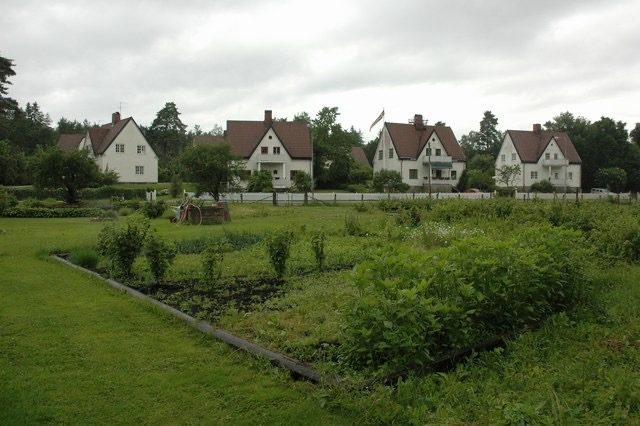
Västergärdet, 2007

Västergärdet är ett bostadsområde på Kanalön i Trollhättan.
Bostadshusen består av tio enfamiljshus i 1/2 plan i tegel med beigeputsade fasader, som uppfördes 1908-1909 efter ritningar av Svante Dyhlén, Vattenfalls byggnadskontor. Husen var ursprungligen avsedda för personal vid Olidans kraftverk.
Arkitekturen har influerats av tysk villaarkitektur. Byggnaderna har höga triangulära gavelrösten. Sadeltaken, med branta takfall, är klädda med en äldre typ av platta cementtegel. Höga triangulära frontespiser är centrerade ovanför balkongerna vid entrépartierna. 
Västergärdet är byggnadsminne sedan 1994.
En ny slussled planeras att anläggas i Älvrummets naturreservat  i skogsområdet norr om Västergärdet samt en ny väg och bro över Bergkanalen till Åkerssjövägen.